# Aleksandr Vasil'evič Mosolov
Aleksandr Vasil'evič Mosolov (in russo Алекса́ндр Васи́льевич Мосоло́в?; Kiev, 11 agosto 1900 – 11 luglio 1973) è stato un compositore sovietico.

## Biografia
Mosolov nacque da una famiglia borghese a Kiev, durante il periodo Imperiale. Sua madre, Nina Aleksandrovna, era una cantante professionista, e gli impartì le sue prime lezioni di musica. Nel 1904 emigrarono a Mosca, e il padre morì l'anno successivo.
Studiò fino ai 16 anni, dopodiché, dopo aver lavorato in un ufficio, fu arruolato nell'esercito, ed ebbe in seguito vari traumi legati a questa sua esperienza di guerra.
Nel 1921, Mosolov fu ammesso al Conservatorio di Mosca sotto la guida di Reinhold Glière fino al 1925.

## Stile musicale
Inizialmente Mosolov si ispirò al tardo romanticismo tedesco, ma le nuove esplorazioni della musica nel primo '900 lo coinvolsero molto, tanto che ne caratterizzarono il genere, fino a renderlo noto per le sue atmosfere "futuristiche", per le particolari armonie spesso dissonanti da lui usate. Utilizzò spesso anche melodie popolari.

## Composizioni

### Opere per pianoforte
- Sonata nº 1 op. 3 (1924)
- Sonata nº 2 op. 4 (1923–1924)
- Sonata nº 3 op. 6 (inizialmente Op. 8, perduta; 1924)
- Sonata nº 4 op. 11 (1925)
- Sonata nº 5 op. 12 (1925)
- Due notturni op. 15 (1926)
- Tre pezzi op. 23a (1927)
- Due danze op. 23b (1927)
- Notti turkmene (1928)
- Due pezzi su temi uzbechi op. 31 (1929)

### Opere vocali
- Sphynx, cantata per tenore, coro e orchestra (1925)
- Twilight op. 1 (1923–1924)
- Due canzoni su testi rivoluzionari op. 1 (1920s)
- Due poemi per voce e pianoforte op. 1 (1924)
- Tre quartine per voce e pianoforte op. 6 (1920s)
- Quattro canzoni op. 7 (n.d.)
- Due poemi in forma di studi per voce e pianoforte (1925)
- Tre tasti per voce e pianoforte op. 9 (n.d.)
- Dieci impostazioni dal Blok per voce ed ensemble op. 10b (1925)
- Tre vocalizzi op. 13 (1925)
- Sacrificio, quartina per voce e pianoforte op. 16 (1927)
- Quattro impostazioni per voce e quartetto di strighe op. 17 (1926)
- Tre scene infantili op. 18 (1926)
- Quattro notizie giornalistiche op. 21
- Scorpione per voce e pianoforte op. 25 (anni 20)
- Tre brani lirici per voce e pianoforte op. 33 (inizialmente op. 7; 1929)
- Tre canzoni per voce ed orchestra op. 33 (1930s)
  - 1. Canzone turkmena
  - 2. Canzone kirghiza
  - 3. Canzone afgana
- Ninnananna turkmena per coro a cappella op. 33a (n.d.)
- Rapsodia kirghiza per coro, solisti ed orchestra (ante 1936)

### Musica da camera
- Op. 2, Tre pezzi lirici per viola e pianoforte op. 2 (1922–1923)
- Op. 2, Elegy for cello and piano (n.d.)
- Op. 5, Legend per violoncello e pianoforte (1924)
- Op. 17, Ballad for clarinet, cello, and piano (initially Op. 10; lost; perf. 1925)
- Sonata for cello and piano (1927)
- Op. 21a, Viola Sonata (1920s)
- Op. 24, String Quartet No. 1 (1926)
- Op. 26, Four Cadences and a Coda for string quartet (1920s)
- Op. 27, Dance Suite for piano trio (1920s)
- Op. 30, Wind Quartet (n.d.)

### Opere orchestrali
- 6 Sinfonie (op. 20, 1828-1829; 1950; 1950; 1959; 1965; incompiuta)
- 5 Suite (Turkmena; Uzbeka, 1936; Kabardina; Canto delle slitte, 1955; Festiva, 1955)
- Op. 9, Twilight (Crepuscolo, poema sinfonico, 1925)
- Op. 14, Concerto No. 1 per pianoforte e orchestra (1927)
- Op. 19, L'officina (Fonderia d'acciaio, poema sinfonico dal balletto "Steel", 1926–1927)
  - Op. 19, Stal, suite di balletto ("Acciaio", 1927)
- Concerto No. 2 per pianoforte e orchestra, "su temi kirghisi" (1932)
- Concerto per arpa (1939)
- Concerto (1943)
- Ode cerimoniale (1947)
- Concerto per violoncello (1945-46)
- Ouverture russa (1956)
- Poema elegiaco, per violoncello (1961)
- Kyrgyz Suite (1930s)
- Op. 34, Concerto No. 2 for piano and orchestra (1932)
- Uzbek Dance (1935)
- Gavotte and Minuet (1935)
- Concerto No. 1 for cello and orchestra (1935)
- Turkmenian Overture (pre-1936)
- Turkmenian Suite No. 1 (1936)
- Turkmenian Suite No. 2 (1936)
- Uzbek Suite (1936)

### Opere per orchestra di strumenti popolari
- Suite: 
  - Kuban (1950)
  - Arie del Kuban' (1951)
  - Partigiana (1952)
  - Adighezia (1952)
  - Paesi natii (1953)

### Opere
- Op. 28, Hero (1927)
- Op. 35, The Dam (1929)
- Baptism of Russia (1930)

### Balletti
- Op. 19a, Steel, ballet suite in four episodes (1927)
  - 1. Iron Foundry
  - 2. In Prison
  - 3. At the Ball
  - 4. On the Square